# موئه

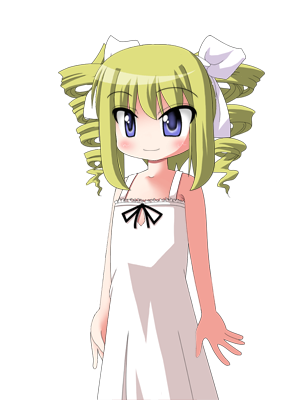
یک نمونه از یک شخصیت موئه که ممکن است در یک مجموعه انیمه یا مانگا ظاهر شود

موئه (به انگلیسی: Moe)  (萌え, تلفظ ژاپنی: [mo.e] ()) یک اصطلاح ژاپنی است که به شخصیت‌های بسیار مهربان (معمولاً زن) در انیمه، مانگا، بازی‌های ویدیویی و سایر رسانه‌های اشاره دارد. همچنین ممکن است موئه به محبت پیدا کردن نسبت به هر موضوعی نیز معنا شود.
موئه به نئوتنی مربوط می‌شود و به معنی «ناز» بودن یک شخصیت است. کلمه موئه در اواخر دهه ۱۹۸۰ و اوایل دهه ۱۹۹۰ در ژاپن رواج یافت و منشأ نامشخصی دارد، اگرچه چندین نظریه در مورد چگونگی استفاده از آن وجود دارد.. شخصیت‌های موئه از طریق رسانه‌های ژاپنی گسترش یافته‌اند و این مفهوم تجاری شده است.

## مفهوم
موئه که در زبان عامیانه استفاده می‌شود به شخصیت‌هایی اشاره دارد که در مانگا، انیمه، بازی‌های ویدیویی و سایر رسانه‌ها (معمولا ژاپنی) ظاهر می‌شوند و دارای احساسات محبت آمیز، مهربان، دلسوز، فداکارانه هستند. از این کلمه در مورد انواع موضوعات مختلف استفاده می‌شود.